# Zichyújfalu, Fejér
Zichyújfalu  este un sat în districtul Gárdony, județul Fejér, Ungaria, având o populație de 939 de locuitori (2011). 

## Demografie
Componența etnică a satului Zichyújfalu
     Maghiari (99,48%)
     Români (0,52%)
Componența confesională a satului Zichyújfalu
     Fără religie (34,72%)
     Romano-catolici (32,48%)
     Reformați (5,01%)
     Necunoscută (26,84%)
     Atei (0,96%)
     Alte religii (0,43%)
Conform recensământului din 2011, satul Zichyújfalu avea 939 de locuitori. Din punct de vedere etnic, majoritatea locuitorilor (99,48%) erau maghiari. Nu există o religie majoritară, locuitorii fiind persoane fără religie (34,72%), romano-catolici (32,48%) și reformați (5,01%). Pentru 26,84% din locuitori nu este cunoscută apartenența confesională.

## Istorie
Primele atestări ale comunei Zichyújfalu provin încă din anul 1239.